# 2004 في جنوب إفريقيا
فيما يلي قوائم الأحداث التي وقعت خلال عام 2004 في جنوب أفريقيا.

## أفلام
من الأفلام التي صدرت هذه السنة في جنوب أفريقيا:
- 1 يناير – فندق رواندا من إخراج تيري جورج.[1]

## برامج ومسلسلات وأنمي
- إيغولي: مكان الذهب

## وفيات

### يناير
- 14 يناير – إريك ستارجس (مواليد 1920) لاعب كرة مضرب جنوب أفريقي.

### مايو
- 31 مايو – ليونيل أبراهامز (مواليد 1928) شاعر جنوب أفريقي.

### ديسمبر
- 14 ديسمبر – جورج هنتر (مواليد 1927) ملاكم جنوب أفريقي.